# 21-й гірський корпус (Третій Рейх)
XXI-й (21-й) гірський ко́рпус (нім. XXI. Gebirgskorps) — гірський корпус Вермахту за часів Другої світової війни.

## Історія
XXI-й гірський корпус був сформований 12 серпня 1943 на основі Командування Вермахту в Сербії.

## Райони бойових дій
- Балкани (серпень 1943 — травень 1945).

## Командування

### Командири
- генерал артилерії Пауль Бадер (нім. Paul Bader) (25 серпня 1942 — 10 жовтня 1943);
- генерал танкових військ Густав Фен (нім. Gustav Fehn) (10 жовтня 1943 — 20 липня 1944);
- генерал від інфантерії Ернст фон Лейзер (нім. Ernst von Leyser) (20 липня — 11 жовтня 1944);
- генерал-лейтенант Альбрехт Баєр (нім. Albrecht Baier) (11 — 25 жовтня 1944), ТВО;
- генерал від інфантерії Ернст фон Лейзер (25 жовтня 1944 — 29 квітня 1945);
- генерал-лейтенант Гартвіг фон Людвігер (нім. Hartwig von Ludwiger) (29 квітня — 8 травня 1945).

## Бойовий склад 21-го гірського корпусу
Формування управління, забезпечення та підтримки
- 421-ше артилерійське командування (Arko 421);
- 421-ше управління корпусного постачання (Korps-Nachschubtruppen 421);
- 421-й гірський корпусний батальйон зв'язку (Gebirgs-Korps Nachrichten-Abteilung 421);
- 421-й моторизований топографічний відділ корпусу (Korps-Kartenstelle (mot.) 421);
- 421-й моторизований взвод фельджандармерії (Feldgendarmerie-Trupp (mot.) 421).

- 100-та єгерська дивізія (100. Jäger-Division);
- 118-та єгерська дивізія (118. Jäger-Division);
- 297-ма піхотна дивізія (297. Infanterie-Division);
- 92-й моторизований гренадерський полк (Grenadier-Regiment 92 (mot.)

- 100-та єгерська дивізія;
- 297-ма піхотна дивізія.

- 181-ша піхотна дивізія (181. Infanterie-Division);
- 297-ма піхотна дивізія;
- 2-й полк «Бранденбург» (Regiment 2 "Brandenburg").

- 21-ша гірська дивізія СС «Скандербег» (1-ша албанська) (21. Waffen Gebirgs-Division der SS "Skanderberg" (albanische Nr. 1);
- 181-ша піхотна дивізія;
- 297-ма піхотна дивізія;
- 14-й поліцейський полк Ваффен-СС (SS-Polizei-Regiment 14);
- 2-й полк «Бранденбург».

- 21-ша гірська дивізія СС «Скандербег» (1-ша албанська);
- 181-ша піхотна дивізія;
- 297-ма піхотна дивізія.

- 21-ша гірська дивізія СС «Скандербег» (1-ша албанська);
- 181-ша піхотна дивізія;
- 297-ма піхотна дивізія.

- 104-та єгерська дивізія (104. Jäger-Division);
- 41-ша фортечна дивізія (41. Festungs-Division);
- Частини 297-ї піхотної дивізії;
- 967-ма фортечна бригада (Festungs-Brigade 967);
- 969-та фортечна бригада (Festungs-Brigade 969).

- 7-ма добровольча гірська дивізія СС «Принц Ойген» (7. SS-Gebirgs-Division "Prinz Eugen");
- 181-ша піхотна дивізія;
- 369-та піхотна дивізія (369. Infanterie-Division);
- 964-та фортечна бригада (Festungs-Brigade 964);
- 966-та фортечна бригада (Festungs-Brigade 966);
- 969-та фортечна бригада;
- 1017-та фортечна бригада (Festungs-Brigade 1017).

- 7-ма добровольча гірська дивізія СС «Принц Ойген»;
- 41-ша піхотна дивізія (41. Infanterie-Division);
- 181-ша піхотна дивізія;
- 369-та піхотна дивізія;
- 22-га фольксгренадерська дивізія (22. Volks-Grenadier-Division).

- 1-ша хорватська штурмова дивізія (1. Sturm-Division (kroatische);
- 9-та хорватська піхотна дивізія (9. Infanterie-Division (kroatische);
- 369-та піхотна дивізія.